# Formatinho
Formatinho ou Formato Pato (geralmente 13 x 21 cm, parecido com o A5 e com uma caixa de DVD) é um formato de revistas muito usado em histórias em quadrinhos infanto-juvenis no Brasil, como por exemplo pelas revistas da Disney e Turma da Mônica.
No Brasil, a circulação de revistas em quadrinhos no padrão formatinho começou em 1952, com o lançamento do número 22 da revista O Pato Donald pela Editora Abril, que viria a se tornar um modelo para as publicações brasileiras nas décadas seguintes, até a depreciação em favor do uso dos formatos originais no final da década de 1990 e início dos anos 2000.
Esse tipo de formato — inferior ao utilizado anteriormente pelas histórias em suas publicações originais — foi criticado em relação a erros de publicação, viabilidade, quantidade de histórias, qualidade do papel e das ilustrações, mas também foi visto como adequado à realidade dos leitores brasileiros à época.

## Uso

### No Brasil

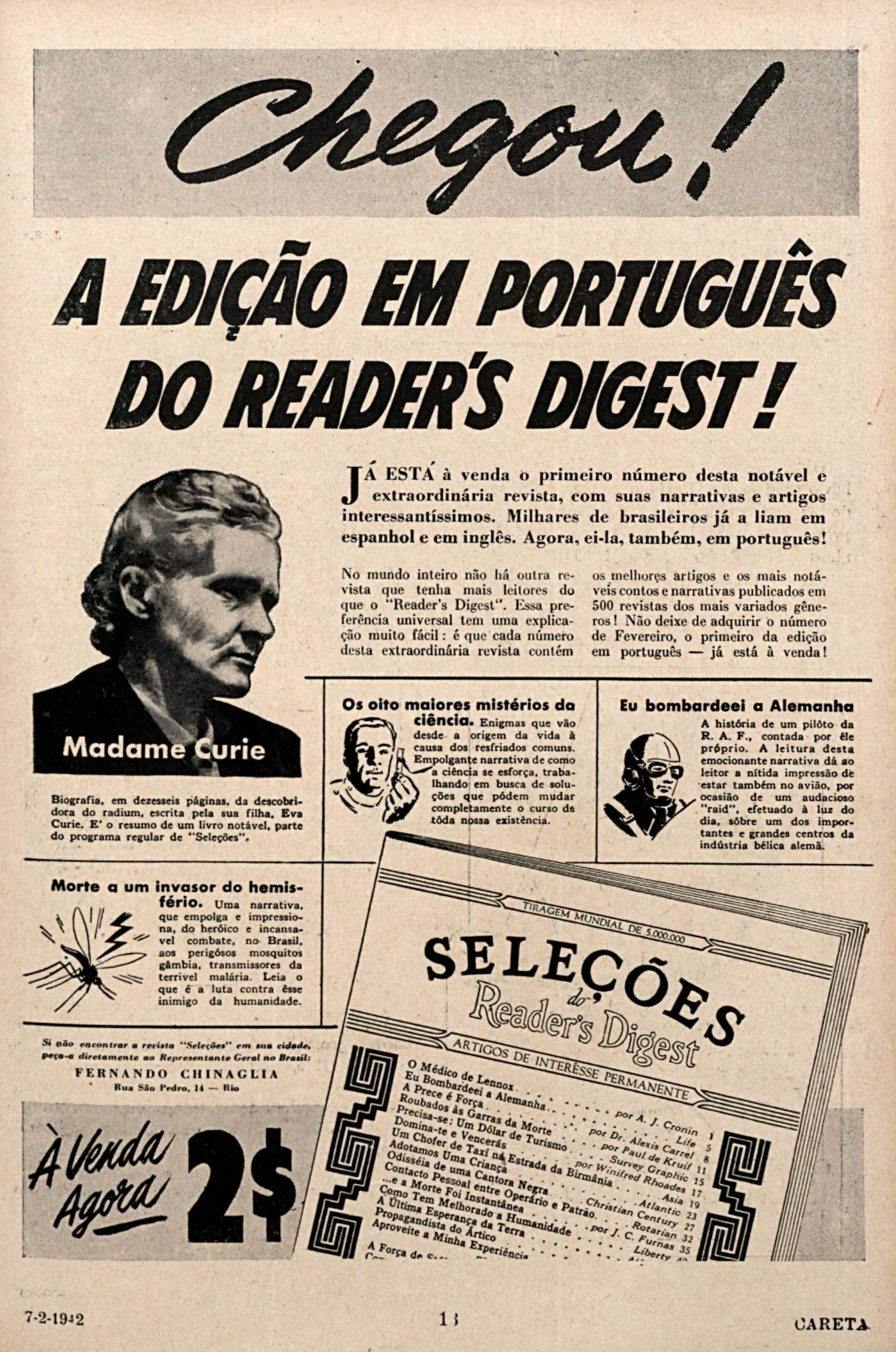
Anúncio do primeiro número da revista "Seleções". 7 de fevereiro de 1942

Cebolinha #1 (1973) da Editora Abril, impressa em formatinho

Em 1942, foi lançada uma versão brasileira da revista Reader's Digest, que recebeu o nome de Seleções e trazia o formatinho já na sua versão original, em 8 de abril de 1952, o formatinho é adotado pela Editora Abril na revista O Pato Donald #22, publicada pela editora desde julho de 1950 em formato americano, (20 x 26 cm) um tamanho menor, nos moldes da revista italiana Topolino. A Topolino (título do Mickey Mouse), publicada pela editora Mondadori, foi editada inicialmente em 1932 como tabloide e em abril de 1949 adotou o formatinho. O formato da revista Topolino foi uma adaptação do formato da revista  Reader's Digest, que também era publicada pela Mondadori.
Em 1975, a Bloch Editores passou a publicar os super-heróis Marvel e, para baratear os custos, trocou o formato original – comic book ou formato americano (17 x 26 cm) – pelo formatinho. Ocorreu o mesmo no número 20 da revista Spektro, da Editora Vecchi, e no número 27 da Kripta. Mesmo a EBAL, editora que introduziu o formato americano no Brasil em 1939 na revista Mirim, publicou em formatinho títulos como O Sombra, Tarzan e Superboy, entre outros.
Em 1979, a Editora Abril passa a publicar em formatinho os títulos Capitão América, Terror de Drácula e Heróis da TV. A RGE ainda publicava à época títulos da Marvel, como Homem Aranha, Hulk e X-Men, e ficou com esse títulos até 1983. No ano seguinte, a Abril passou a publicar os super-heróis da DC, que deixaram de ser publicados pela EBAL. Até Mesmo Conan, que teve publicada nos Estados Unidos em formato "magazine" (21,5 x 28 cm, tamanho parecido com o usado na revista Veja), para não sofrer censura do Comics Code Authority teve títulos em formatinho pela Editora Abril.
O formato americano ficou durante muito tempo restrito a minisséries e graphic novels. Mesmo tiras diárias e dominicais, como as de O Fantasma e Hagar, foram adaptadas para o formatinho. Em 1989, foi criada a Abril Jovem, divisão infanto-juvenil da Editora Abril. Em agosto de 2000, a Abril Jovem numa atitude tida como ousada para a época, iniciou a publicação da linha Premium para quadrinhos Marvel e DC Comics, revistas de capa cartonada, papel especial, formato americano, e 160 páginas cada. A iniciativa tinha como objetivo tornar a publicação atraente a leitores que percebessem maior valor nas publicações, inclusive como itens colecionáveis. Esta série também introduziu o polêmico conceito de distribuição setorizada nas publicações de super-heróis. Todavia, o preço de R$ 9,90 (bastante caro em relação ao formatinho na época) desagradou aos leitores, cujo contingente diminuiu nesse período. Em 2001, a Mythos Editora, uma editora criada Dorival Lopes e Hélcio de Carvalho, ex-funcionários da Editora Abril, publicou títulos de super-heróis em um formato intermediário (15 x 24,5 cm), o formato ficou conhecido como formato "econômico".
Em 2002, a Abril Jovem perdeu os títulos da Marvel para a Panini Comics. A editora italiana já distribuía internacionalmente títulos da Marvel desde 1996, para isso a editora firmou contrato com a editora Mythos. Com isso, em maio de 2002, a Abril Jovem criou a linha Planeta DC, que voltava ao formatinho, com o preço de R$ 2,50 cada, apesar da promessa da editora de não mais publicar super-heróis em formatinho, a linha Planeta DC publicou a minissérie Mundos em Guerra. Já no final de 2002, os títulos da DC Comics também passaram a ser licenciados pela Panini Comics.
A Panini publicou os títulos da Marvel no formato "millenium" (que recebeu esse nome pela publicação da linha editorial Marvel Millenium, formato usado ainda na Abril Jovem, onde o linha era chamada de "Marvel Século 21"), um intermediário, entre o formato magazine e o americano (18,5 x 27,5 cm), e, em agosto de 2002, passou usar o formato econômico da Mythos.
Em agosto de 2003, a Panini passou a usar o formato americano, com raras exceções, como mangás, o selo Geração Marvel, títulos do selo Johnny DC, como Jovens Titãs e Scooby Doo, e a Coleção Pocket Panini. Em dezembro de 2010, foi anunciado que a Editora Abril publicaria em 2011, títulos do selo Johnny DC.
A L&PM Editores, que publica livros de bolso desde 1997, costuma lançar compilações de tiras, no mesmo formato (10,5 x 17,5 cm) com exceções como a Coleção Peanuts Completo, publicada em formato maior (21 x 17 cm). A Editora não foi pioneira no formato, antes dela a Editora Abril e a Rio Gráfica Editora já haviam feito o mesmo.

### Em outros países
Na Itália, existe também o formato "bonelli"  ou "bonellide" (16 x 21 cm), criado pela Sergio Bonelli Editore. O termo "bonellide" é usado para descrever revistas impressas neste formato e publicadas por outras editoras. Títulos italianos como Tex e Zagor, entre outros, são lançados pela Mythos Editora no Brasil em formatinho (13,5 x 17,6 cm), lombada quadrada, pouco mais de 100 páginas, preto e branco, impressos em papel-jornal, o formato original italiano é usado apenas em edições especiais. Tex foi publicado originalmente no formato talão de cheques, cada página era composta por uma tira, cada arco de história era composto por 32 tiras.
Um outro formato usado na Itália é o "diabolik" (12 x 17 cm), baseado no formato de bolso. O formato possui esse nome por ter sido usado pela primeira vez no primeiro número da revista do personagem Diabolik, em Novembro de 1962.
Na França, os formatinhos são chamados de "petits formats". No Reino Unido, o formatinho é usado em fanzines.
O formato é conhecido nos Estados Unidos como "digest size" e foi adotado pelas revistas de ficção científica, após o fim da Segunda Guerra Mundial, quando houve aumento no preço do papel utilizado (a polpa de celulose) nessas revistas. Assim como na Itália, como o próprio nome indica, o "digest size" também teve a revista Reader's Digest como modelo. Quando usado para quadrinho, esse formato é chamado de "digest comics". A revista TV Guide foi publicada no formato entre 1953 e 2005.
Desde o final dos anos 60, várias editoras americanas de quadrinhos, publicaram no formato "digest", que geralmente medem cerca de 17 cm × 10 cm , Gold Key Comics produziu três títulos que duraram até meados dos anos 70: Golden Comics Digest, Mystery Comics Digest, e Walt Disney Comics Digest. DC Comics produziu vários no início dos anos 80 (incluindo DC Special Blue Ribbon Digest e The Best of DC), Harvey Comics publicou também alguns durante a mesma época (incluindo Richie Rich Digest Magazine). Archie Comics publicou inúmeros títulos nos anos 70, e na década de 2000, a Marvel Comics produziu uma série de "digests", principalmente para as edições encadernadas.
A diferença do formatinho americano é que as revistas são encadernadas em brochura (ou "lombada quadrada"), enquanto, no formatinho brasileiro, as lombadas podem ser quadradas ou canoas (quando as folhas são unidas com grampos, como uma revista tradicional).
Por influência dos mangás, os formatinhos voltaram a ser uma opção viável na publicação de quadrinhos nos Estados Unidos.

## Mangás

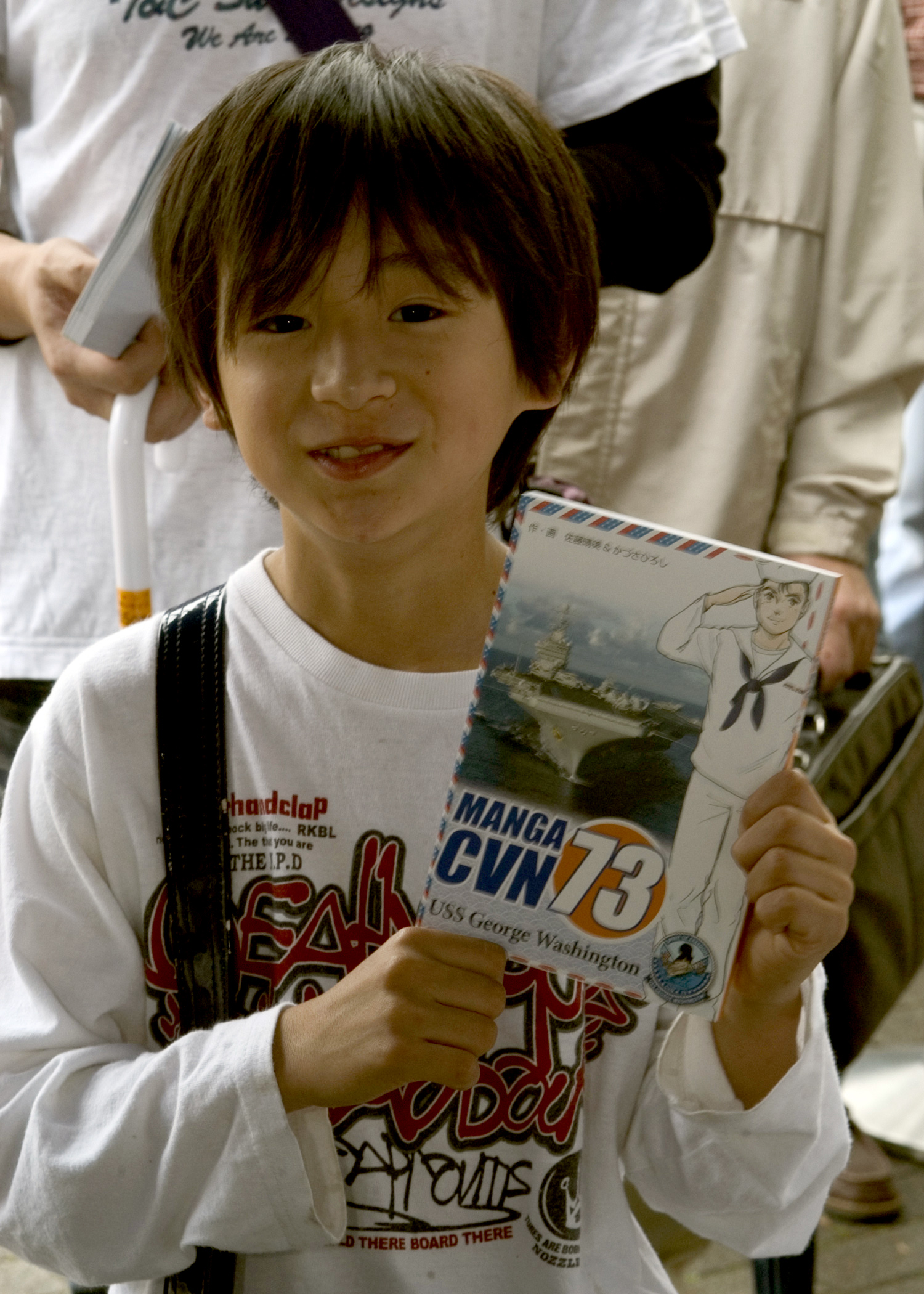
Mangá em formatinho

No Japão, os mangás são publicados em antologias muito parecidas com listas telefônicas, em papel-jornal, e republicados no formato tankōbon (formato de bolso), usando um papel de melhor qualidade.
No Brasil, as editoras optaram por publicar tankōbons em formatinho e contendo metade das páginas de um tankōbon. Editoras como a Escala e a Lancaster Editoral chegaram a publicar antologias com material brasileiro.
A única que seguia o formato japonês era a JBC, porém o número de páginas também correspondia à metade de um tankōbon, e nos anos seguinte ela também adotou o formatinho. Em maio de 2010, a Panini Comics lança a revista Naruto Pocket, uma reedição do mangá Naruto no formato japonês. Em fevereiro de 2011, a L&PM anunciou o lançamento de dois mangás no formato de bolso: Solanin de Inio Asano, e Boken Shonen, de Mitsuri Adashi.

## Críticas ao formato
Além da diminuição do formato (que segundo alguns deprecia a arte de determinados artistas), diálogos e páginas inteiras eram cortadas para caberem nas revistas da Editora Abril/Abril Jovem ou simplesmente por censura, já que por muito tempo no Brasil histórias em quadrinhos foram considerados apenas produtos infanto-juvenis. Personagens que não eram publicados no Brasil foram simplesmente apagados, por exemplo, na primeira publicação da saga Guerras Secretas.

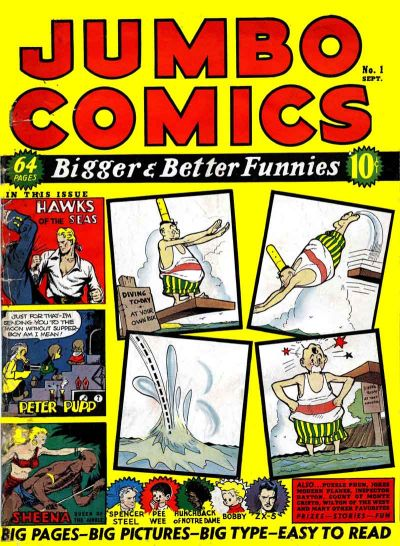
Jumbo Comics #1 (setembro de 1938), Antologia de Quadrinhos

Um formatinho, ao contrário de um comic book tradicional publicado nos EUA (que contem apenas uma história de 22 páginas), costumava ter três ou quatro histórias, totalizando 100 páginas cada, impressas em papel-jornal, coloridas e sem as tradicionais retículas ou Pontos Ben-Day (abandonados após a utilização de colorização digital inciada pela Image Comics), que tornava os quadrinhos um produto bastante popular no país. Embora abandonadas nos quadrinhos ocidentais, as retículas ainda são bastante utilizadas nos mangás.
As revistas brasileiras podiam reunir histórias de uma mesma saga ou serem do tipo "mix", com histórias de vários personagens distintos, de revistas originais publicadas em épocas diferentes. Segundo o cartunista e editor Ota, a prática de reunir mais de uma história de uma saga surgiu na EBAL, pois o leitor brasileiro não estava habituado com o método "continua no próximo número" (o chamado cliffhanger). Para suprir a demanda por uma quantidade maior de histórias, novos quadrinhos eram produzidos por autores brasileiros. As revistas "mix" são parecidas com as antologias de quadrinhos, Nos Estados Unidos, as revistas Action Comics, The Brave and the Bold e Tales of Suspense eram inicialmente antologias.

Exemplo de página dominical.

As antologias (e o próprio formato americano) são derivadas dos chamados suplementos de tiras dominicais publicadas em jornais no formato tabloide e contendo 16 páginas, ao se dobrar uma página de um tabloide é possível chegar ao formato americano, consequentemente o número de páginas dobra (32), a primeira antologia no formato americano Famous Funnies da Dell Comics possuía 64 páginas. A diferença dos suplementos dominicais para os comic books em formato americano é que os suplementos são antologia de páginas seriadas, já os comic book são antologias de histórias; ou seja, um conjunto de páginas.
No Brasil, a EBAL publicou histórias do Capitão América e do Homem de Ferro oriundas de Tales of Suspense na revista Capitão Z Apresenta Dois Super-Heróis Shell: Capitão América & Homem de Ferro. Algumas publicações apresentavam erros que poderiam estar relacionados à falta de costura das lombadas. Segundo o bibliotecário Waldomiro Vergueiro, os erros não têm relação com o formatinho, mas são de responsabilidade das editoras brasileiras, já que são usados em vários países. Muitos leitores que colecionavam formatinho passaram a comprar edições encadernadas (exceto quando os personagens licenciados que não podem ser republicados por não terem suas licenças renovadas, Ex: Fu Manchu, Rom, o Cavaleiro do Espaço) em formato americano e capa dura, ou versões mais baratas, como as coleções Essential Marvel e Showcase Presents, (impressos em preto e branco e papel-jornal) e acabam trocando ou vendendo seus formatinhos para sebos , que se encontram saturados dessas revistas.